# Lit de camp
 (juillet 2025).

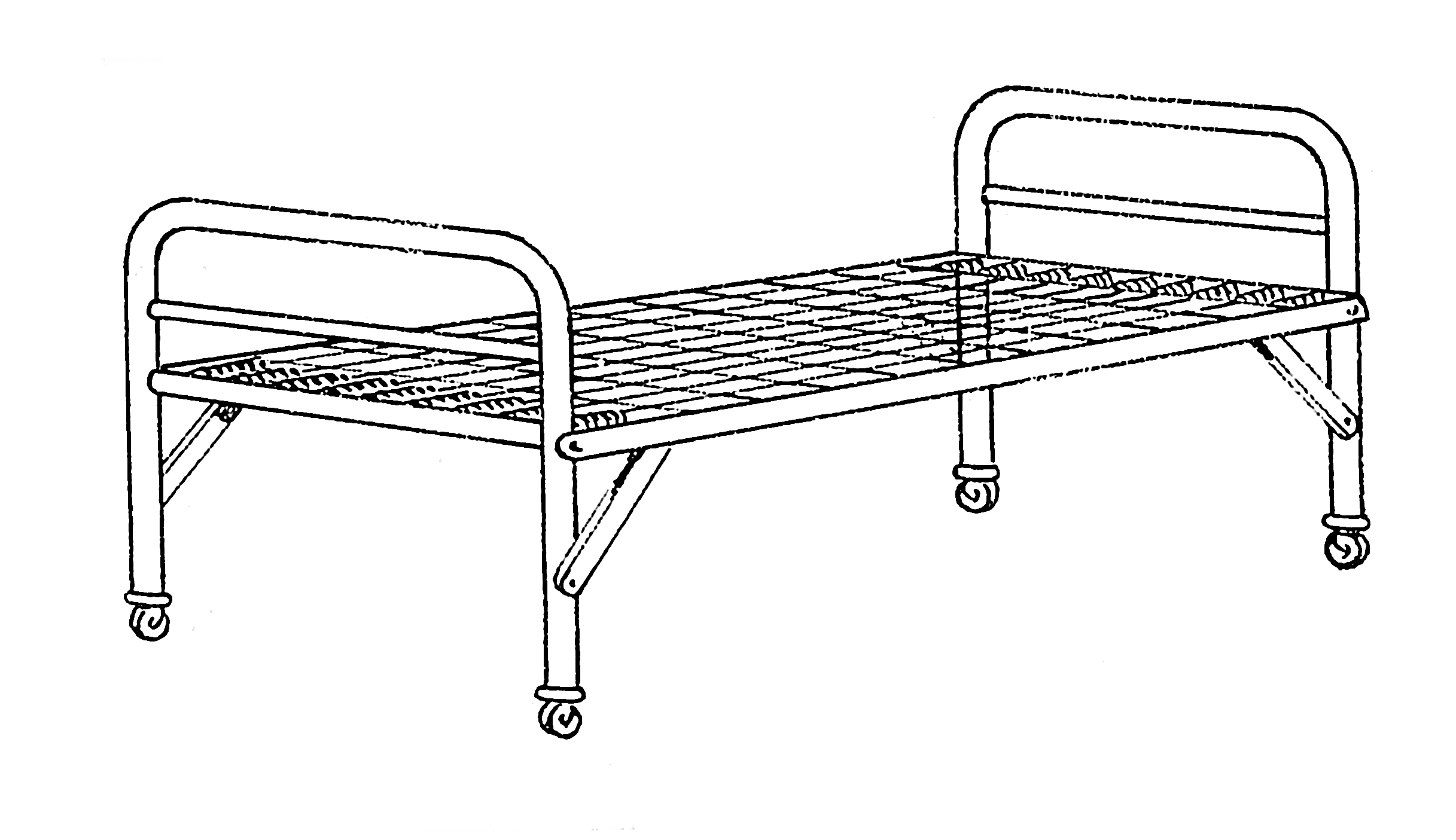
Lit de camp

Un lit de camp est un lit de conception sommaire que l'on utilise dans les campings ou les camps militaires.

## En France
Les lits de camp pliants utilisés par Napoléon 1er lors de ses campagnes ont été conçus par le serrurier Marie-Jean Desouches. Son invention, brevetée en 1804, est constituée d’une seule pièce pliable avec des charnières ainsi que d’un sommier en coutil monté sur des sangles élastiques, concept très innovant à l'époque et permettant un plus grand confort.
Jules Picot obtint en 1877 un brevet pour un lit pliant adopté par l'armée française. Par antonomase on appelle parfois lit picot n'importe quel lit pliant.

## Description
Sa conception est proche de celle d'une civière : typiquement, deux longerons (en métal ou bois) entre lesquels est tendue une toile solide (ou même un filet comme le hamac, ou une grille). L'ensemble est généralement léger, pliable (ou démontable), résistant et peu coûteux.